# Польська Екстраліга з хокею 1999—2000
Чемпіонат Польщі з хокею 2000 — 65-ий чемпіонат Польщі з хокею, чемпіоном став клуб Унія (Освенцім).

## Попередній раунд
| М  | Команда               | І  | В  | П  | Ш       | О  |
| -- | --------------------- | -- | -- | -- | ------- | -- |
| 1. | Унія (Освенцім)       | 42 | 36 | 6  | 198:71  | 72 |
| 2. | Подгале (Новий Тарг)  | 42 | 27 | 15 | 178:122 | 54 |
| 3. | КТХ Криниця           | 42 | 27 | 15 | 160:94  | 54 |
| 4. | ГКС Тихи              | 42 | 25 | 17 | 153:108 | 50 |
| 5. | КХ Сянок              | 42 | 22 | 20 | 130:131 | 44 |
| 6. | Сточньовець (Гданськ) | 42 | 14 | 28 | 116:175 | 28 |
| 7. | ГКС Катовіце          | 42 | 13 | 29 | 119:139 | 26 |
| 8. | Краковія Краків       | 42 | 4  | 38 | 81:295  | 8  |

Скорочення: М = підсумкове місце, І = ігри, В = перемоги, П = поразки, Ш = закинуті та пропущені шайби, О = набрані очки

## Плей-оф

### Чвертьфінали
- ГКС Тихи — КХ Сянок 1:3 (4:1, 3:4, 3:4 Б, 1:4)
- Унія (Освенцім) — Краковія Краків 3:0 (10:0, 11:0, 14:0)
- КТХ Криниця — Сточньовець (Гданськ) 3:1 (5:1, 4:2, 1:2, 3:1)
- Подгале (Новий Тарг) — ГКС Катовіце 3:1 (7:1, 3:1, 4:5 Б, 4:0)

### Півфінали
- Унія (Освенцім) — КХ Сянок 3:0 (5:3, 5:2, 3:2)
- Подгале (Новий Тарг) — КТХ Криниця 3:0 (6:3, 4:1, 4:2)

### Матч за 3 місце
- КТХ Криниця — КХ Сянок 3:1 (3:0, 5:6, 5:1, 3:2 ОТ)

### Фінал
- Унія (Освенцім) — Подгале (Новий Тарг) 4:1 (3:1, 5:2, 4:2, 0:3, 5:1)

## Плей-оф (5 - 8 місця)
- Сточньовець (Гданськ) — ГКС Катовіце 2:3 (4:3, 1:2, 5:1, 0:6, 2:3)
- ГКС Тихи — Краковія Краків 3:0 (5:0, 3:2 ОТ, 8:2)

### Матч за 7 місце
- Сточньовець (Гданськ) — Краковія Краків 3:0 (8:3, 5:3, 3:2)

### Матч за 5 місце
- ГКС Тихи — ГКС Катовіце 2:0 (4:3 ОТ, 9:1)